# Zlín Z–26 Trenér
A Zlín Z–26 Trenér csehszlovák, műrepülésre is alkalmas egymotoros könnyű iskola- és gyakorló repülőgép, melyet a Moravan repülőgépgyár gyártott 1953–1977 között 17 féle változatban. Egy-  és kétszemélyes változatban is készült. Magyarországon 57 példányát állították üzembe. A gyártó által készített típusváltozatokon kívül több, az üzemeltetők által átalakított változatot is üzembe állítottak.

## Története
A második világháborút követően a csehszlovák védelmi minisztérium által megfogalmazott igény alapján tervezték a Moravan repülőgépgyárban oktató és kiképző feladatkörre. A védelmi minisztérium pályázatéra készített másik, konkurens gép a Praga E–112 volt, de a tesztek során a Moravan gépét találták jobbnak és ennek a gyártása mellett döntöttek. Első alkalommal 1947. október 20-án emelkedett a levegőbe. A polgári használatú gépek Zlín Z–26 Trenér jelzést kapták, a csehszlovák légierőben Zlín C–5 volt a típusjelzése.
A Z–26 vegyes építésű repülőgép. A törzs acélcsövekből hegesztéssel kialakított rácsszerkezet, mely vászonborítást kapott. A szárny és a vezérsíkok a kormányfelületekkel fából készültek.
Később továbbfejlesztették. A Z–126 Trenér II jelzésű változat már fémből készült szárnyakat kapott, és Walter Minor 4–III motorral szerelték fel. Ez 1953. október 8-án repült először és 1954-ben kezdődött el a sorozatgyártása. Az új, modernebb változat lényegesen sikeresebb lett, mint az első változat, 169 darabot gyártottak belőle és számos példányát exportálták. A csehszlovák légierőnél a Zlín C–105 jelzést kapta.

## Külső hivatkozások
- A gyártó Zlín Aircraft (korábban Moravan) honlapja (csehül és angolul)
- http://hampage.hu/repules/trener/tipustortenet.html